# Agsu (cidade)

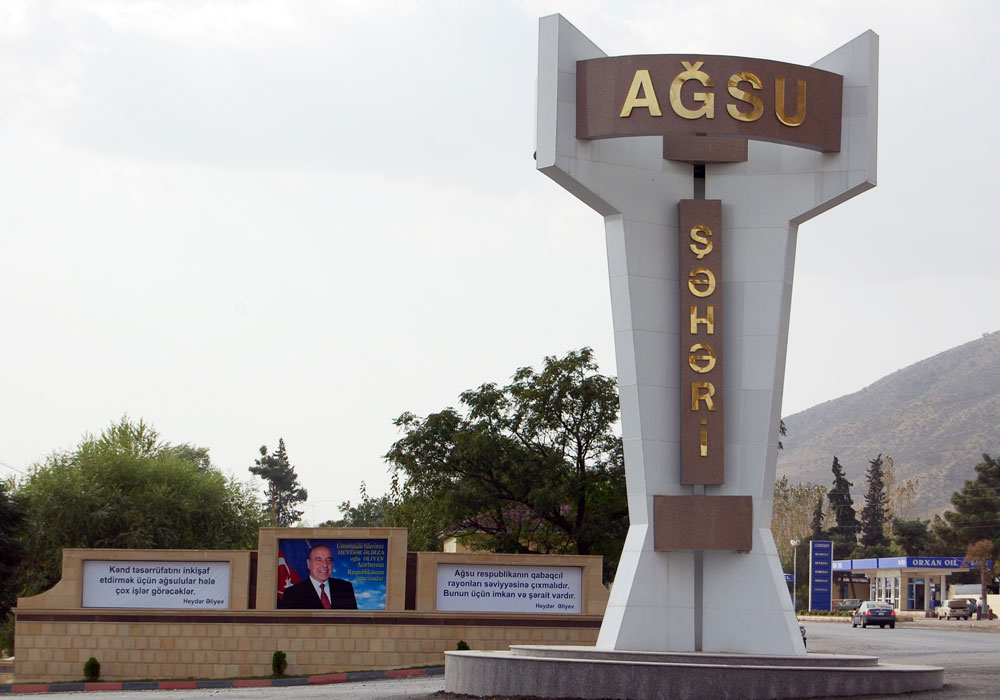
Monumento na entrada da cidade

Agsu, também Ağsu, Aghsu, Akhsu e Aksu, é uma cidade, capital do Agsu Rayon do Azerbaijão. Fundada aproximadamente em 1735. Foi uma cidade militar e policamente importante do Azerbaijão. As ruinas ainda podem ser encontradas no norte da cidade.